# Hermonassa cyanerythra
Hermonassa cyanerythra är en fjärilsart som beskrevs av Charles Boursin 1968. Hermonassa cyanerythra ingår i släktet Hermonassa och familjen nattflyn. Inga underarter finns listade i Catalogue of Life.